# Oponice

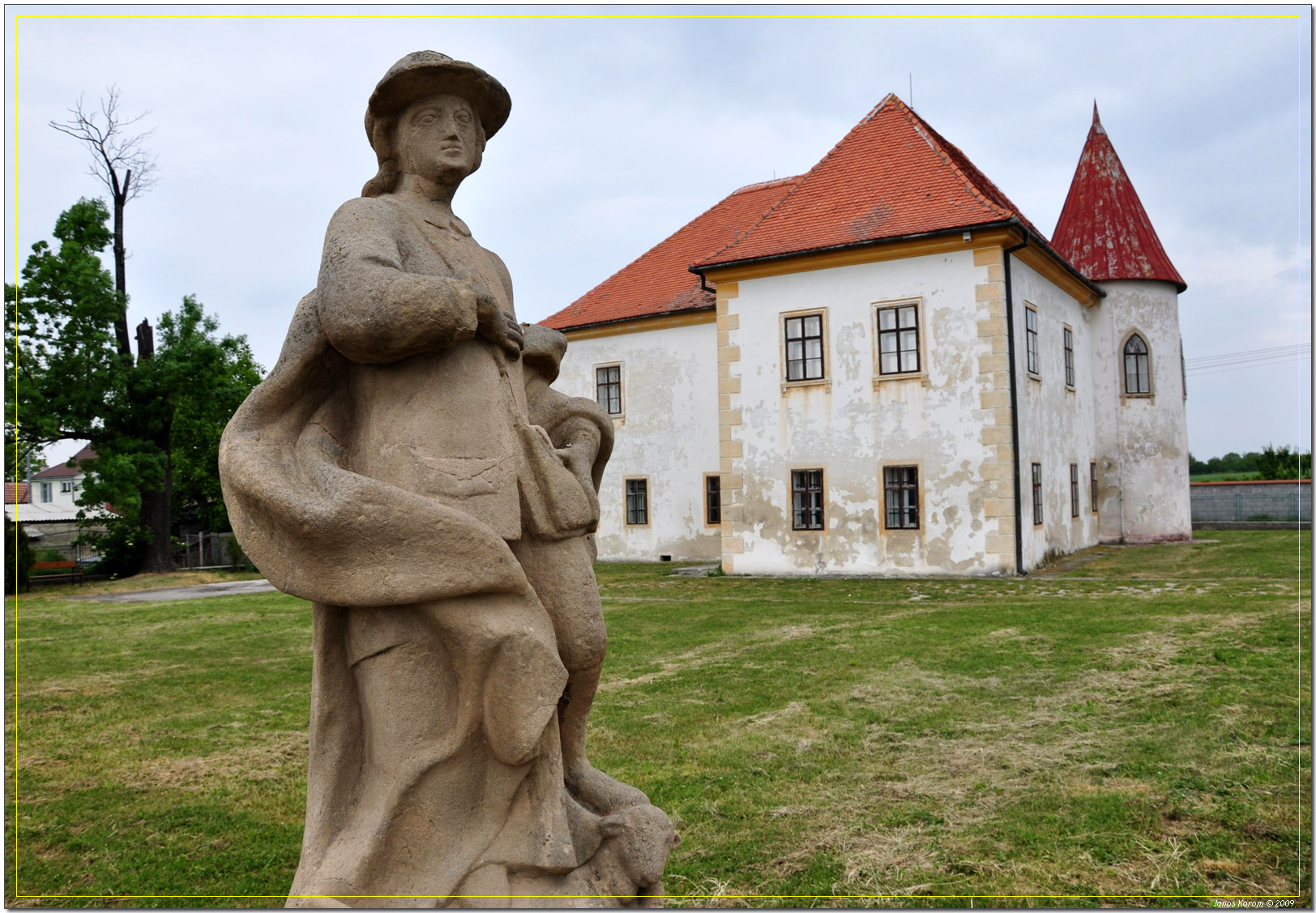
Oponice

Oponice (Hongaars: Appony) is een Slowaakse gemeente in de regio Nitra, en maakt deel uit van het district Topoľčany.
Oponice telt 902 inwoners.